# Krasiejów (Białoruś)
Krasiejów (biał. Красіева; ros. Красиево) – wieś na Białorusi, w obwodzie brzeskim, w rejonie pińskim, w sielsowiecie Stawek.
Znajdowała się tu kaplica katolicka parafii pińskiej, w 1883 już nieistniejąca.
W dwudziestoleciu międzywojennym leżał w Polsce, w województwie poleskim, w powiecie pińskim, do 18 kwietnia 1928 w gminie Stawek, następnie w gminie Żabczyce. Po II wojnie światowej w granicach Związku Sowieckiego. Od 1991 w niepodległej Białorusi.
W pobliżu miejscowości jeszcze do lat 70. XX w. znajdował się chutor (przysiółek) Podkrasijewo (obecnie nieistniejący).